# Геометрична прогресия
В математиката геометрична прогресия е редица от числа, в която първото число е различно от нула, а всяко следващо число е получено от предишното чрез умножение с константа, различна от нула. Тази константа се нарича частно. Например редицата 2, 4, 8, 16, ... е геометрична прогресия с първи член 2 и частно 2, а геометричната прогресия 20, 10, 5, ... е с първи член 20 и частно 1/2. Първата е пример за растяща, а втората – за намаляваща прогресия.
За всяка геометрична прогресия {\displaystyle a_{1},\,a_{2},\,...,\,a_{n},\,...} е в сила равенството {\displaystyle a_{n}=a_{n-1}q}, където {\displaystyle q\neq 0} е частното на прогресията. Очевидно една геометрична прогресия е напълно определена, ако знаем първия ѝ член и нейното частно.

## Формула за общия член
Формулата за {\displaystyle n}-тия член на прогресията е {\displaystyle a_{n}=a_{1}q^{n-1}}.

## Анализ на частното
- {\displaystyle q<0:} ще се получи редуване на положителни и отрицателни числа;
- {\displaystyle q>1:} клоняща към плюс или минус безкрайност редица в зависимост от знака на първия член;
- {\displaystyle q<-1:} могат да се разглеждат 2 редици: четните номера клонят към минус безкрайност, а нечетните – към плюс безкрайност, или обратно в зависимост от знака на първия член;
- {\displaystyle 0<q<1:} редицата клони отгоре или отдолу към 0 в зависимост от знака на първия член;
- {\displaystyle -1<q<0:} редицата колони към нула с редуващи се положителни и отрицателни членове;
- {\displaystyle q=1:} редицата е съставена от константи, равни на първия член;
- {\displaystyle q=-1:} редицата е съставена от константи, равни или противоположни на първия член, в зависимост от четността на поредния номер;
- {\displaystyle q=0:} редицата се състои само от нули, с изключение на първия член.

## Свойства
- {\displaystyle a_{n}^{2}=a_{n-1}a_{n+1}} за всяко {\displaystyle n\geq 2}, т. е. всеки член на геометричната прогресия след първия е средно геометричен на съседните си членове. В сила е и обратното твърдение: ако {\displaystyle a_{1},\,a_{2},\,...,\,a_{n},\,...} е числова редица с ненулеви членове, в която всеки член след първия е средно геометричен на съседните си членове, то тази редица е геометрична прогресия.

- Логаритмите на членовете на геометрична прогресия образуват аритметична прогресия.

## Сума на геометричната прогресия
Сумата на първите {\displaystyle n} члена на геометричната прогресия е
{\displaystyle S_{n}=a_{1}+a_{2}+a_{3}+\dots +a_{n}=\sum _{i=1}^{n}a_{i}}
или, разписана подробно,
{\displaystyle (1)\,\,\,S_{n}=a_{1}+a_{1}q+a_{1}q^{2}+a_{1}q^{3}+\dots +a_{1}q^{n-1}.}
Умножаваме двете страни на (1) с частното {\displaystyle q} и получаваме
{\displaystyle (2)\,\,\,qS_{n}=a_{1}q+a_{1}q^{2}+a_{1}q^{3}+a_{1}q^{4}+\dots +a_{1}q^{n}.}
Изваждаме (2) от (1) и намираме 
{\displaystyle (3)\,\,\,S_{n}-qS_{n}=a_{1}-a_{1}q^{n}\Rightarrow (1-q)S_{n}=a_{1}(1-q^{n}).}
Сега, ако {\displaystyle q\neq 1}, веднага получаваме формулата за сбор на първите {\displaystyle n} члена на геометрична прогресия:
{\displaystyle (4)\,\,\,S_{n}={a_{1}(1-q^{n}) \over (1-q)}.}
В частност при {\displaystyle q=1} имаме {\displaystyle (5)\,\,\,S_{n}=a_{1}+a_{2}+\dots +a_{n}=\underbrace {a_{1}+a_{1}+\dots +a_{1}} _{n}=na_{1}.}
При {\displaystyle \left|q\right|<1} прогресията е намаляваща и нейната {\displaystyle n}-та (частична, парциална) сума се дава с (4). Ако имаме още, че {\displaystyle n\to \infty }, то е изпълнено {\displaystyle q^{n}\to 0} и тогава под сума на прогресията се разбира границата 
{\displaystyle (6)\,\,\,\lim _{n\to \infty }{S_{n}}=\lim _{n\to \infty }{\frac {a_{1}(1-q^{n})}{1-q}}={\frac {a_{1}}{1-q}}.}
Равенството (6) е известно като сума на безкрайно намаляваща геометрична прогресия.

## Произведение на геометричната прогресия
Произведението на първите {\displaystyle n} члена на геометрична прогресия е 
{\displaystyle p_{n}=a_{1}a_{2}a_{3}\cdot \cdot \cdot a_{n}=\prod _{k=1}^{n}a_{k}=a_{1}\cdot a_{1}q\cdot a_{1}q^{2}\cdots a_{1}q^{n-1}.}
Оттук лесно получаваме, че {\displaystyle p_{n}=a_{1}^{n}q^{1+2+3+\cdot \cdot \cdot +n-1}}.
Сумата в степенния показател на {\displaystyle q} е всъщност сума на аритметична прогресия с първи член {\displaystyle b_{1}=1}, разлика {\displaystyle d=1} и последен член {\displaystyle b_{n-1}=n-1} и е числено равна на {\displaystyle {\frac {(n-1)n}{2}}={\frac {n^{2}-n}{2}}.} Така произведението на първите {\displaystyle n} члена на геометрична прогресия (за която предполагаме, че са изпълнени условията {\displaystyle a_{1}\neq 0,\,\,q\neq 0}) се дава с формулата
{\displaystyle (7)\,\,\,p_{n}=a_{1}^{n}q^{\frac {n^{2}-n}{2}}.}